# Arnaud de Corbie
Pour les articles homonymes, voir Corbie (homonymie).
Arnaud de Corbie, seigneur de Mareuil, Brévannes, Jaigny, du Plessis-Saint-Just et d'Ansonvilliers, né en 1325 et mort le 24 mars 1414 à Beauvais, est un conseiller des rois Charles V et Charles VI. Il fait partie de ces conseillers nommés les Marmousets par leurs détracteurs.

## Biographie
Clerc et avocat au Parlement de Paris, il y est nommé conseiller-clerc en 1363 et maître des Requêtes en 1370. Charles V le fait chevalier en 1373 et il est élu président du Parlement l'année suivante. Il est concierge du Palais de 1384 à 1395?
Il fut chancelier de France à trois reprises sous le règne de Charles VI :
- 1388 - 1398 : Arnaud de Corbie, en décembre 1388, destitué en 1398
- 1400 - 1405 : Arnaud de Corbie, rétabli en 1400 jusqu'en novembre 1405
- 1409 - 1412 : Arnaud de Corbie, rétabli le 17 juin 1409 et déchargé en avril 1412, à cause de son grand âge.

Sa carrière politique suit les remous de l'époque et il finit par être définitivement démis de ses fonctions en 1413 sous la pression des Cabochiens.

## Famille
- Jean de Corbie, notaire apostolique, procureur ès cours ecclésiastique de Paris, de sa famille, actif en 1750-1752, propriétaire d'une maison rue Galande[1]
- Jean de Corbie, évêque de Mende (1413-1426) et d'Auxerre (1426-1432) était son neveu.

D'une relation avec Anne de Châtillon, sœur de Jacques de Châtillon, il a deux fils légitimés : Jean, époux de Jehanne de Sèvres ; Philippe, maître des requêtes ordinaire de l'hôtel du Roi, époux de Jeanne de Chanteprime (fille de Jehan de Chanteprime).
Le frère de Arnaud de Corbie, Thomas de Corbie (né vers 1325) épouse en 1378 Marguerite de Crésecque, fille de Robert VII et Marguerite Tyrel de Poix. Ils sont notamment cités dans le testament de Arnaud de Corbie en date du 18 février 1399 («Item, je vueil et ordene que Thomas de Corbye, mon frere, ait tous les heritages que je auray au jour de mon trespassement en la ville et diocese de Beauvais, tant de mon patrimoine comme de mon conquest. Et ou cas que mon dit frere iroit de vie a trespassement avant moy, que ses enfans aient les diz heritages par tele maniere toutesvoies que ma terre d'Ansonvillier soit pour et en acquit de deux cens livres de rente ou de deux mil livres Parisis pour emploier en heritage, pour estre douaire a damoiselle Marguerite de Cresecques, sa femme,et heritage aux enfans qui ystront du dit mariage; et tout selon la forme et teneur du traictié du dit mariage, dont j'ay lettres passees en la court de Ponthieu, qui contiennent plus a plain le dit traictié. Item, je laisse a la dicte damoiselle Marguerite, femme de mon dit frere, la meilleur haquenee que je auray au jour de mon trespassement, et mon gobelet d'or a couvercle qui poise environ deux mars.» Testament d’Arnaud de Corbie, Chancelier de France (18/02/1399))